# Liga da Casa de Deus

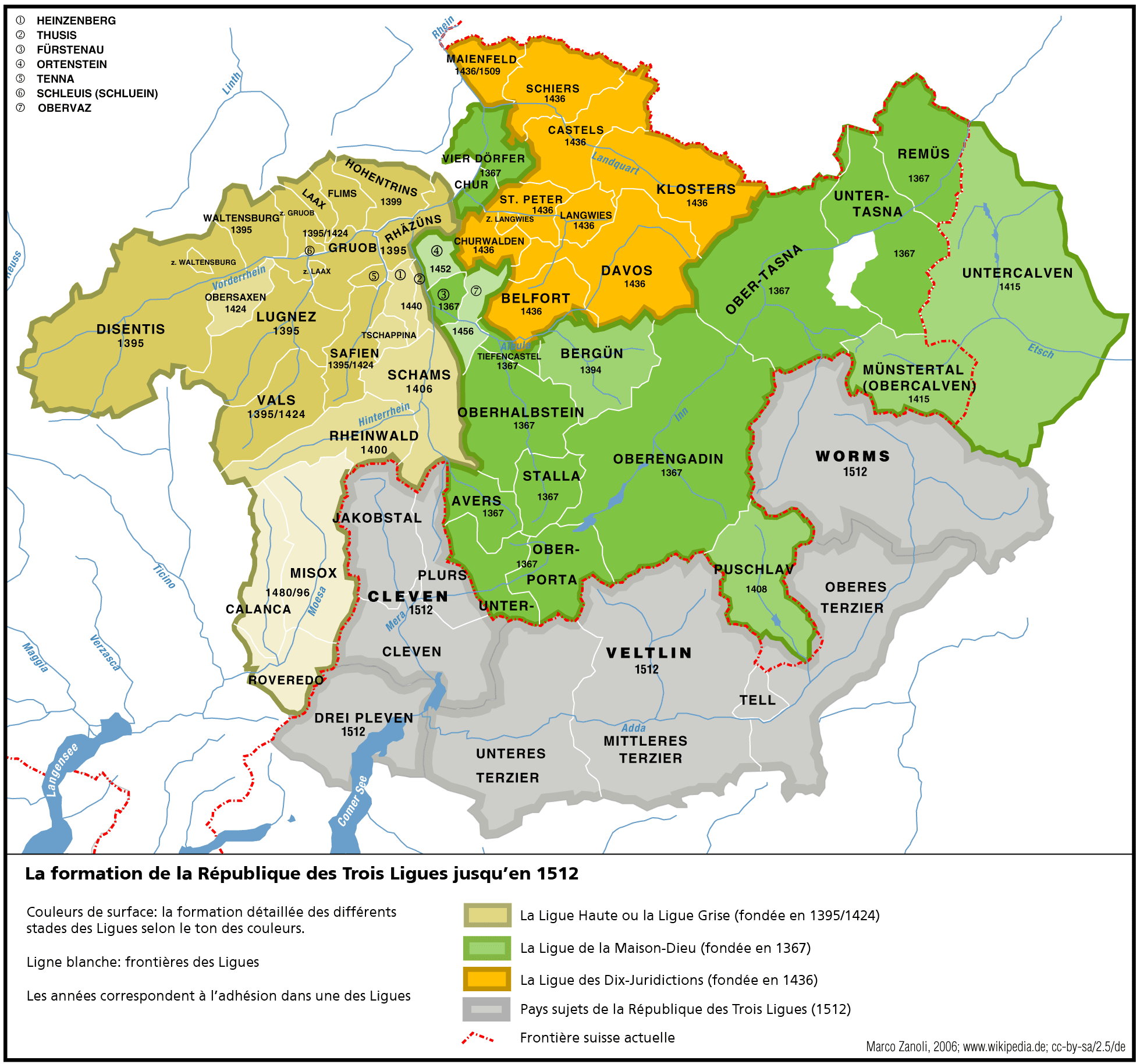
A Liga da Casa de Deus em verde dentro das Três Ligas. A Liga das Dez Jurisdições em laranja, a Liga Cinza em tons de marrom e outros territórios perdidos em cinza.

A Liga da Casa de Deus (Alemão: Gotteshausbund, Italiano: Lega Caddea, Romanche: Lia da la Chadé) formou-se no que é hoje a Suíça no dia 29 de Janeiro de 1367, a fim de resistir ao crescente poder do Bispado de Coira e dos Habsburgos. A Liga tornou-se aliada da Liga Cinza e da Liga das Dez Jurisdições em 1471, dando início à chamada Três Ligas. A Liga da Casa de Deus, juntamente com as outras duas ligas, formou uma nova aliança com a antiga Confederação Suíça ao longo dos séculos XV e XVI. Após as Guerras Napoleônicas, a Liga da Casa de Deus acabou por integrar parte do cantão dos Grisões.

## Antes da liga
Antes da formação da Liga da Casa de Deus, a região que a abrigava havia sofrido uma forte influência da Diocese de Coira. O Bispado de Coira foi mencionado pela primeira vez no ano de 451, quando o bispo São Asimo compareceu ao sínodo de Milão, tendo existido possivelmente por pelo menos um século antes. Durante os séculos V e VI, há evidências de uma intensa romanização e, por conseguinte, a cristianização na região ao redor de Coira. Em 536, a região foi conquistada pelos Merovíngios, porém devido à sua distância e isolamento, logo ganhou sua independência novamente. Durante essa época, a região era conhecida como Churrätien ou Churwalchen e ocupava o território correspondente à área de influência do Bispado de Coira. O poder espiritual e político da região se consolidaram com uma única família em 773, mas durou somente até 806, quando Carlos Magno a dividiu em dois novamente. Tal divisão e os conflitos decorrentes acarretaram no colapso de Churrätien e na criação de diversas pequenas comunidades independentes, sendo Coira o poder central no centro da região. Por séculos após a divisão, os bispos de Coira desejaram expandir seu domínio espiritual e político na região.

## Fundação da liga
Durante o século XIV, os comunidades mais importantes do bispado de Coira localizavam-se ao longo da estrada norte-sul da rota Septimer-Julier . O Bispo controlava a região em torno de Coira, e tinha por isso direito sobre o Fünf Dörfer, Coira, Oberhalbstein, Alta Engadina, Bregaglia, Schams, Rheinwald, Baixa Engadina e Vinschgau.
Após 1363, a relação entre o bispo de Coira e seus territórios começou a agravar. Duques austríacos da casa dos Habsburgos haviam adquirido o condado do Tirol, que incluía Val Müstair e Baixa Engadina, e tentavam expandir essa área até o Bispado de Coira. O estrangeiro e constantemente ausente bispo Peter Gelyto von Böhmen, que havia levado o bispado a uma profunda crise, tinha a intenção de vender o controle político em troca de uma contribuição financeira anual. Inicialmente, ele alugou, em 1366, a fortaleza de Fürstenburg em Vinschgau. Em consequência a essas transformações, os representantes da igreja de São Luzius, das comunidades do vale e da cidade de Coira se reuniram no ano de 1365 em Zernez. No dia 29 de Janeiro de 1367, eles se reuniram novamente, porém em Coira, com a intenção de uma futura revolução.
A reunião foi representada por três fontes de poder da região: a comunidade espiritual representada por responsáveis do bispado; os representantes das extensas comunidades do vale (seis de Domleschg, Schams e Bregaglia), quatro de Oberhalbstein, três de Alta Engadina e dois de Baixa Engadina); e  representantes dos cidadãos de Coira. Esse grupo se reuniu sem a presença do bispo, e votou em limitar seu poder consideravelmente e pelo aumento de autoridade sobre questões financeiras.
A decisão de 1367 não se concretizou na formação de uma federação ou aliança, mas representou o desejo de continuarem juntos diante de uma crise e de monitorar de perto o poder do bispo. As reuniões seguintes criaram laços de união mais fortes entre as comunidades, até que em 1409, eles criaram um conselho e nomearam um Vogt ou meirinho diante do bispo. Entre 1524 e 1526, os últimos vestígios do poder político do bispo foram removidos.

## Expansão da liga
Ao longo do século XV, a liga continuou a se expandir, abrangendo Vier Dörfer, Avers e a parte mais alta de vale de Albula. Em 1498, o vale de Münster e Puschlavs se juntaram também. Durante o meio do século XV, a Liga da Casa de Deus começou a tratar de sua política estrangeira com as duas outras ligas (Liga Cinza e a Liga das Dez Jurisdições). Em 1499, durante a guerra dos suabos, a liga junto com as outras duas derrotou um exército dos Habsburgos na batalha de Calven e tomou do Bispado de Coira o controle de Vinschgau. Com o passar do tempo, o poder do Bispado diminuiu, ainda que Coira tenha se tornado o centro da Liga da Casa de Deus. Após o ano de 1700, o prefeito de Coira, automaticamente, se tornava também o líder da Liga da Casa de Deus.

## Três Ligas
Após o ano de 1471, as três ligas independentes se aliaram para formar as Três Ligas. O Bundesbrief, do dia 23 de setembro de 1524, criou uma constituição para as Três Ligas, que se manteve até a dissolução da liga por Napoleão Bonaparte. Apesar de não se tratar de um Estado unificado propriamente dito, as Três Ligas funcionavam como uma federação de três Estados, e quase todos os assuntos referentes à liga eram tratados por meio de referendos. As Três Ligas também eram únicas na Europa da era moderna, por praticar uma forma de comunalismo, no qual cada uma das ligas foi fundada, governada e defendida através de decisões coletivas.
As Três Ligas eram normalmente associadas à antiga Confederação suíça. Inicialmente, foi uma reação à expansão dos Habsburgos, porém durante a guerra de Musso contra o ducado de Milão, em 1520, as ligas se tornaram ainda mais próximas da confederação. As ligas permaneceram associadas aos suíços até as guerras napoleônicas, quando a República Helvética suíça, fundada em 1798, as absorveu. Após a Ata de Mediação de Napoleão em 1803, as Três Ligas se tornaram o cantão dos Grisões. A Liga da Casa de Deus permaneceu como parte distinta da organização política do cantão de 1803 até 1854.